# 北海道道805号札弦停車場水上線
北海道道805号札弦停車場水上線（ほっかいどうどう805ごう さっつるていしゃじょうみずかみせん）は、北海道斜里郡清里町と小清水町を結ぶ一般道道（北海道道）である。

## 概要

### 路線データ
- 起点：北海道斜里郡清里町札弦町（JR北海道 釧網本線 札弦駅）
- 終点：北海道斜里郡小清水町水上（国道391号交点）
- 路線延長：5.6 km

## 歴史
- 1973年（昭和48年）3月31日 - 路線認定[1]。

## 路線状況

### 重複区間
- 清里町札弦町 - 清里町札弦町（北海道道1115号摩周湖斜里線）

## 地理

### 通過する自治体
- オホーツク総合振興局
  - 斜里郡
    - 清里町
    - 小清水町

### 交差する道路
清里町
- 北海道道1115号摩周湖斜里線 - 札弦町

小清水町
- 国道391号 - 水上（終点）

### 沿線にある施設など
清里町
- JR北海道 釧網本線 札弦駅 - 札弦町
- 札弦郵便局 - 札弦町5-1